# Федька
«Федька» — радянський художній фільм, знятий в 1936 році режисером Миколою Лебедєвим за повістю Дойвбера Левіна, опублікованої після виходу фільму, в 1938 році в журналі «Зірка» № 8. У 1930-ті роки фільм неофіційно називали «дитячий „Чапаєв“».

## Сюжет
Про участь дітей у громадянській війні. Жителю українського села хлопчикові Федьці, який став свідком розправи білогвардійців над батьком, голови сільради, вдається врятуватися. Підібраний загоном будьонівців, він навчається грамоті і військовій дисципліні. Виконуючи розвідувальне завдання, потрапляє в полон, але за допомогою кулеметника Василя здійснює втечу і повідомляє своїм про розташування білих. Разом з червоноармійцями їздовим на тачанці він бере участь в атаці, вогнем з кулемета косить ланцюги білих. Переслідуючи ворога, Федька бере в полон одного з них і впізнає у ньому вбивцю свого батька. Дисциплінованість бере верх над почуттям помсти, він здає вбивцю в штаб загону під трибунал.

## У ролях
- Микола Кат-оглу —  Федько
- Анатолій Кузнецов —  Трохим Іванович, батько Федьки
- Іван Савельєв —  комісар
- Олександр Засорін —  Василь Сорокін, кулеметник
- Тимофій Ремізов —  Мішка, кулеметник
- М. Скальський —  Гришко Скобло
- Матвій Павликов —  білий офіцер
- Володимир Захаров —  боєць взводу
- Микола Різдвяний —  командир взводу
- Петро Алейников —  селянин
- Павло Волков —  командир загону
- Іван Кузнецов —  боєць
- Василь Меркур'єв —  Лука
- Костянтин Скоробогатов —  полковник Степанов

## Знімальна група
- Режисер — Микола Лебедєв
- Сценарист — Дойвбер Левін
- Оператор — Віталій Чулков
- Композитор — Віктор Томілін
- Художник — Абрам Векслер